# Lady Bianca
Lady Bianca, rodným jménem Bianca Thornton (* 8. srpna 1953) je americká bluesová zpěvačka. Svou profesionální kariéru zahájila ve svých sedmnácti letech. V roce 1976 odehrála turné s Frankem Zappou (záznam z tohoto turné vyšel v roce 2009 na albu Philly '76). Během osmdesátých let vystupovala s Van Morrisonem v jeho skupině jako doprovodná zpěvačka. Během své kariéry spolupracovala i s dalšími hudebníky, mezi které patří například Country Joe McDonald, Jon Hendricks, Taj Mahal, Maria Muldaur nebo Sly & the Family Stone. Tři z jejích sólových alb byly nominovány na cenu Grammy.

## Diskografie
- Best Kept Secret (1995)
- Rollin' (2001)
- All by Myself (2004)
- Let Love Have Its Way (2005)
- Through a Woman's Eyes (2007)
- A Woman Never Forgets (2009)
- Servin Notice (2012)